# أبو الوليد مسلم
مسلم بن محمد بن يوسف الزجاج المعروف باسم أبو الوليد كان أحد قادة الثورة البحرينية عام 1058 بالإضافة إلى شقيقه أبو البهلول العوام.